# Каракулино
Кара́кулино  (удм. Каракуль) — село в России, административный центр Каракулинского района Удмуртской Республики. Население — 4380 чел. (2021).

## География
Село располагается в юго-восточной части Удмуртии, правом берегу реки Камы, в 53 км к югу от города Сарапул и в 114 км — от столицы республики, города Ижевска.

## История
Впервые дворцовое село Каракулино упоминается в челобитных 1682 года, село называлось пригородом Каракулиным, принадлежало к Уфимскому уезду и состояло в ведении Казанской епархии.
В 1719 году по указу Петра I «Об устройстве губерний и об определении в оныя правителей» в составе Казанской губернии была образована Уфимская провинция, в которую вошла деревня Каракулина.
В 1728 году Уфимская провинция была выделена из Казанской губернии и подчинена особому ведению Сената. В 1744 году Уфимская провинция была включена в состав новой Оренбургской губернии.
В 1780—1796 годах — в Елабужском уезде Вятского наместничества, с 1796 года — в Сарапульском уезде Вятской губернии.
4 ноября 1926 года в составе Вятской губернии образован Каракулинский район и село стало районным центром. В 1929—1934 годах — в Нижегородской области, в 1934—1937 годах — в Кировской области РСФСР. Постановлением ВЦИК от 22 октября 1937 года село, в составе Каракулинского района, передано в состав Удмуртской АССР.

## Население
| 1959  | 1970  | 1979  | 1989  | 2002  | 2009  | 2010  | 2012  |
| ----- | ----- | ----- | ----- | ----- | ----- | ----- | ----- |
| 3018  | ↗3716 | ↗4431 | ↗5144 | ↘5109 | ↗5134 | ↘4814 | ↘4724 |
| 2021  |       |       |       |       |       |       |       |
| ↘4380 |       |       |       |       |       |       |       |

## Объекты социальной сферы
- ГОУ НПО Профессиональное училище № 27 (Каракулино)[14]
- МБОУ «Каракулинская средняя общеобразовательная школа»
- Каракулинский детский сад № 1
- Каракулинский детский сад № 2
- Районная больница на 110 коек[1]
- Музей истории Каракулинского района
- Центр декоративно-прикладного искусства и ремесел
- Дом культуры «Спутник»

## Экономика
- п/п Прикамье

## Достопримечательности
- Мемориальный комплекс участникам Великой Отечественной войны.
- Памятник труженикам тыла и детям войны (2019) — расположен в центре села на площади возле мемориального комплекса участникам Великой Отечественной войны. Монумент из красного и серого гранита выполнен в виде двух стел на небольшом постаменте с изображением медали «За доблестный труд в Великой Отечественной войне 1941—1945 гг.» и надписью «Труженикам тыла и детям войны посвящается». На самих стелах изображены колосья и годы войны — 1941 и 1945. Памятник был изготовлен в Воткинске. По словам автора композиции Алексея Терентьева[15].

## Люди, связанные с Каракулино
Герои Советского Союза:
- Девятьяров, Александр Андреевич
- Кирьянов, Павел Николаевич
- Коровин, Николай Аркадьевич
- Котельников, Алексей Павлович
- Маслов, Иван Васильевич
- Сивков, Вадим Александрович

Герои Социалистического Труда:
- Теплякова, Анастасия Михайловна

## Галерея
|                                      |  |                                                                                 |  |                                               |  |                    |  |
| Часовня Святителя Николая Чудотворца |  | Мемориальный комплекс, в память о всех невинно убиенных в годы войн и репрессий |  | Храм Святого Мученика и Целителя Пантелеймона |  | Вид с горы на Каму |  |